# Microterys rufulus
Microterys rufulus är en stekelart som först beskrevs av Mercet 1921.  Microterys rufulus ingår i släktet Microterys och familjen sköldlussteklar. Inga underarter finns listade i Catalogue of Life.